# Psyra bluethgeni
Psyra bluethgeni är en fjärilsart som beskrevs av Rudolf Püngeler 1903. Psyra bluethgeni ingår i släktet Psyra och familjen mätare. Inga underarter finns listade.